# Вілуса
Вілуса (хетт. 𒌷𒃾𒇻𒊭) — стародавня місто-держава на заході Малої Азії часів Бронзової доби. Місто часто ототожнюють із давньогрецькою Троєю.

## Історія
Тривалий час припускали, що Вілуса відповідає археологічному пам'ятнику Троя VI—VII. Інші дослідники ототожнюють його з візантійським містом Ілузія (неподалік сучасного Бейджесултана в Туреччині). Нині видається більш слушною теорія, коли існувало два міста Вілуса (Улуса, гомеровський Іліон) і Таруїса (гомерівська Троя), які в епосі Гомера стали тотожними. Проте хеттські джерела свідчать про зворотне. Можливо, згодом відбулося перенесення столиці з Вілуси до Таруїси, але назва країни залишилася Вілуса (надалі регіон знаний як Троада).
Спочатку була частиною конфедерації Ассува, що охоплювала держави на захід від річки Галіс. Тут вказано як Вілусу, так і Таруїсу. При цьому обидві в переліку членів конфедерації розташовані на передостанньому та останньому місці, що свідчить про незначущість у військовому плані.
Після поразки Ассуви у війні проти Тудхалії I, царя хеттів здобула незалежність, що сталося у 1730—1720-х роках до н. е. Ймовірно, до цього часу відносяться руйнування Таруїси (Трої), чим скористалися правителі Вілуси, що стали правителями цього регіону біля Геллеспонту. Напевне, тоді Таруїса увійшла до володінь Вілуси.
Часи розквіту припадають на початок XVII—XIII ст. до н. е. Приблизно в XIV ст. до н. е. на нетривалий час потрапляє у залежність від держави Арцава.
На початку XIII ст. до н. е. внаслідок боротьби за владу один із претендентів Александр (в хеттських джерелах — Алаксандру) звернувся по допомогу до хеттського царя Муваталлі II. Уклали угоду, за якою Александр визнав зверхність хеттів.
З XIII ст. до н. е. через вигідне розташування та багатства стає об'єктом суперництва між Аххіявою і хеттами, про що свідчить документ «Лист про Тавагалаву», який датовано панування царя Хаттусілі III. Наступний цар — Тудхалія IV — знову втручався у справи Вілуси, намагаючись відновити на троні правителя Валму.
Ймовірно, під час руху «народів моря» відбувається суттєве ослаблення давнього захисника — хеттського царства. Водночас ахейці з Мікен, Аргоса, Спарти, Пілосу під тиском дорійців рушили на захід. Вілуса і Таруїса стали одним з перших місць нападу останніх. Ймовірно, після тривалої війни місто було зруйноване ахейцями близько 1200/1190 року до н. е. Ймовірно, ці події відображено в «Іліаді».

## Мова і населення
Розмовляли однією з лувійських мов, за однією з гіпотез — лікійською. Мешканці за різними версіями належали до протогрецьких племен, були лувійцями, або протогреками-лувійцями. Також є версія, що предками були протофракійці.

## Релігія
Відомості обмежені. Головним божеством був бог грому Савілуса (або Укараш). Імена інших двох богів дотепер не дешифровано. Вілусці (троянці) поклонялися також божествам річок, гір, струмків.

## Відомі царі
- Куккунні (кін. XIV ст. до н.е.))
- Піяма-Раду (XIII ст. до н. е.)
- Аласанду (XIII ст. до н. е.)
- Валму (XIII ст. до н. е.)